# ساراتش يوين
ساراتش يوين (بالتايلندية: สารัช อยู่เย็น) (30 مايو 1992 بناخون راتشاسيما في تايلاند - ) هو لاعب كرة قدم تايلندي في مركز الوسط. شارك مع منتخب تايلاند تحت 17 سنة لكرة القدم ومنتخب تايلاند تحت 20 سنة لكرة القدم ومنتخب تايلاند لكرة القدم. أما مع النوادي، فقد لعب مع نادي موانغتونغ يونايتد وNakhon Ratchasima F.C. ‏ وPhuket F.C. ‏.

## وصلات خارجية
- ساراتش يوين على موقع رابطة كرة القدم اليابانية للمحترفين (اليابانية)
- ساراتش يوين على موقع قاعدة بيانات كرة القدم.إي يو (الإنجليزية)
- ساراتش يوين على موقع ناشيونال فوتبول تيمز (الإنجليزية)
- ساراتش يوين على موقع Soccerway.com (الإنجليزية)
- ساراتش يوين على موقع عالم كرة القدم.نت (الإنجليزية)